# Irvin Cardona
Pour les articles homonymes, voir Cardona (homonymie).
Irvin Cardona, né le 8 août 1997 à Nîmes en France, est un footballeur français qui évolue au poste d'attaquant à l'AS Saint Étienne.

## Biographie

### Origines familiales
Natif de Nîmes, Irvin Cardona est le fils de Pascal Cardona, ancien attaquant ayant évolué au niveau amateur notamment à Beaucaire et au Pontet.

### En club
Irvin Cardona arrive à l'AS Monaco en 2012 en provenance de l'US Le Pontet.
Avec l'équipe des moins de 19 ans de l'AS Monaco, il remporte la Coupe Gambardella en 2016, où il marque de même que son coéquipier d'un an son cadet Kylian Mbappé. La même saison, il termine meilleur buteur de la sélection U19 de l'AS Monaco, avec 15 buts en 19 matchs. 
Le 14 décembre 2016, il inscrit avec l'équipe réserve monégasque, un triplé lors du derby face à l'OGC Nice. Les Monégasques s'imposent sur le large score de 8-0.
Il signe son premier contrat professionnel avec le club monégasque en août 2016. Après une année passée à découvrir la Ligue 1, il est prêté une saison au Cercle Bruges. Décisif pour permettre au club brugeois de remonter en Jupiler Pro League, notamment en étant buteur et passeur décisif lors du match de la montée, il est prêté une année supplémentaire à l'été 2018.
Le 12 août 2019, il est transféré au Stade brestois 29, nouvellement promu en première division française,.
Cardona réalise une première demi saison 2019-2020 prometteuse écourtée pour cause de crise du covid19,. Il confirme sa progression lors de la première partie de saison 2020-2021, en signant cinq buts et une passe décisive, au sein d'une équipe brestoise très orientée vers l'attaque. Il est par ailleurs nommé comme meilleur joueur de Ligue 1 du mois de novembre 2020, avec Kevin Volland et Andy Delort.
Le 18 janvier 2023, il rejoint la Bundesliga et le FC Augsbourg jusqu'en 2027.
Le 3 janvier 2024, Irvin Cardona est prêté pour six mois à l'AS Saint-Étienne. Il lance sa saison en inscrivant un doublé lors de la 25e journée face à Angers, puis enchaîne face à Annecy et Auxerre. Le 20 avril 2024, il inscrit un doublé dans le temps additionnel contre Bordeaux, donnant la victoire à son équipe. L'AS Saint-Étienne termine troisième du championnat et parvient à remonter en Ligue 1, après avoir battu Rodez puis Metz via les play-offs et le barrage. Le Nîmois aura été un artisan majeur du retour du club dans l'élite du football français.
Le 10 août 2024, Cardona est prêté pour une saison au club catalan du RCD Espanyol.
Le 28 janvier 2025, l’AS Saint-Étienne (ASSE) a officialisé le retour d’Irvin Cardona en prêt avec option d’achat, en provenance du FC Augsbourg. L’attaquant français de 27 ans avait déjà évolué sous les couleurs stéphanoises lors de la saison précédente, contribuant significativement à la remontée du club en Ligue 1 avec 10 buts en 22 matchs.  

### En équipe nationale
Ayant des origines maltaises par son arrière-grand-père maltais mais ne possédant pas la nationalité maltaise, Irvin Cardona n'est pas éligible pour représenter Malte.
Irvin Cardona joue son premier match en équipe de France des moins de 18 ans le 29 avril 2015, contre la Belgique.
Il dispute sa première rencontre avec l'équipe de France des moins de 20 ans le 31 août 2016, contre le Japon. Il inscrit son premier but avec les moins de 20 ans le 3 septembre, contre cette même équipe.

## Statistiques
| Saison                | Club                     | Championnat           | Championnat | Championnat | Championnat | Coupe nationale | Coupe nationale | Coupe nationale | Coupe de la Ligue | Coupe de la Ligue | Coupe de la Ligue | Compétition(s) continentale(s) | Compétition(s) continentale(s) | Compétition(s) continentale(s) | Compétition(s) continentale(s) | Play-offs | Play-offs | Play-offs | Total | Total | Total |
| Saison                | Club                     | Division              | M.          | B.          | P.d.        | M.              | B.              | P.d.            | M.                | B.                | P.d.              | Comp.                          | M.                             | B.                             | P.d.                           | M.        | B.        | P.d.      | M.    | B.    | P.d.  |
| 2016-2017             | AS Monaco                | Ligue 1               | 3           | 0           | 0           | 3               | 0               | 1               | 1                 | 0                 | 0                 | C1                             | -                              | -                              | -                              | -         | -         | -         | 7     | 0     | 1     |
| 2017-2018             | Cercle Bruges KSV (prêt) | Proximus League       | 15          | 6           | 6           | 1               | 2               | 0               | -                 | -                 | -                 | -                              | -                              | -                              | -                              | 2         | 1         | 1         | 18    | 9     | 7     |
| 2018-2019             | Cercle Bruges KSV (prêt) | Jupiler Pro League    | 20          | 6           | 1           | -               | -               | -               | -                 | -                 | -                 | -                              | -                              | -                              | -                              | -         | -         | -         | 20    | 6     | 1     |
| Sous-total            | Sous-total               | Sous-total            | 35          | 12          | 7           | 1               | 2               | 0               | -                 | -                 | -                 | -                              | -                              | -                              | -                              | 2         | 1         | 1         | 38    | 15    | 8     |
| 2019-2020             | Stade brestois 29        | Ligue 1               | 21          | 6           | 3           | 1               | 0               | 0               | 1                 | 1                 | 0                 | -                              | -                              | -                              | -                              | -         | -         | -         | 23    | 7     | 3     |
| 2020-2021             | Stade brestois 29        | Ligue 1               | 36          | 8           | 2           | 2               | 0               | 0               | -                 | -                 | -                 | -                              | -                              | -                              | -                              | -         | -         | -         | 38    | 8     | 2     |
| 2021-2022             | Stade brestois 29        | Ligue 1               | 32          | 4           | 2           | 3               | 0               | 0               | -                 | -                 | -                 | -                              | -                              | -                              | -                              | -         | -         | -         | 35    | 4     | 2     |
| 2022-2023             | Stade brestois 29        | Ligue 1               | 10          | 0           | 0           | -               | -               | -               | -                 | -                 | -                 | -                              | -                              | -                              | -                              | -         | -         | -         | 10    | 0     | 0     |
| Sous-total            | Sous-total               | Sous-total            | 99          | 18          | 7           | 6               | 0               | 0               | 1                 | 1                 | 0                 | -                              | -                              | -                              | -                              | -         | -         | -         | 106   | 19    | 7     |
| 2022-2023             | FC Augsbourg             | Bundesliga            | 10          | 1           | 1           | -               | -               | -               | -                 | -                 | -                 | -                              | -                              | -                              | -                              | -         | -         | -         | 10    | 1     | 1     |
| 2023-2024             | FC Augsbourg             | Bundesliga            | 3           | 0           | 0           | -               | -               | -               | -                 | -                 | -                 | -                              | -                              | -                              | -                              | -         | -         | -         | 3     | 0     | 0     |
| Sous-total            | Sous-total               | Sous-total            | 13          | 1           | 1           | -               | -               | -               | -                 | -                 | -                 | -                              | -                              | -                              | -                              | -         | -         | -         | 13    | 1     | 1     |
| 2023-2024             | AS Saint-Étienne (prêt)  | Ligue 2               | 19          | 8           | 3           | -               | -               | -               | -                 | -                 | -                 | -                              | -                              | -                              | -                              | 3         | 2         | 0         | 22    | 10    | 3     |
| 2024-2025             | AS Saint-Étienne (prêt)  | Ligue 1               | 15          | 5           | 3           | -               | -               | -               | -                 | -                 | -                 | -                              | -                              | -                              | -                              | -         | -         | -         | 15    | 5     | 3     |
| Sous-total            | Sous-total               | Sous-total            | 34          | 13          | 6           | -               | -               | -               | -                 | -                 | -                 | -                              | -                              | -                              | -                              | 3         | 2         | 0         | 37    | 15    | 6     |
| 2024-2025             | RCD Espanyol (prêt)      | Liga                  | 16          | 1           | 1           | 2               | 1               | 0               | -                 | -                 | -                 | -                              | -                              | -                              | -                              | -         | -         | -         | 18    | 2     | 1     |
| 2025-2026             | AS Saint-Étienne         | Ligue 2               | 2           | 2           | 0           | -               | -               | -               | -                 | -                 | -                 | -                              | -                              | -                              | -                              | -         | -         | -         | 2     | 2     | 0     |
| Total sur la carrière | Total sur la carrière    | Total sur la carrière | 202         | 48          | 22          | 12              | 3               | 1               | 2                 | 1                 | 0                 | -                              | -                              | -                              | -                              | 5         | 3         | 1         | 221   | 55    | 24    |

## Palmarès

### En club
| AS Monaco (2) | Cercle Bruges KSV (1)                             |
| --- | ------------------------------------------------- |
| - Championnat de France : - Vainqueur : 2017 - Coupe de la Ligue : - Finaliste : 2017 - Coupe Gambardella : - Vainqueur : 2016 | - Championnat de Belgique de D2 - Champion : 2018 |

### Distinctions individuelles
- Trophée du joueur du mois UNFP de Ligue 2 en février 2024[22], en mars 2024[23] et avril 2024[24].
  - Avec ses victoires de février, mars et avril 2024, Irvin Cardona devient le premier joueur de Ligue 2, à remporter le trophée trois fois de suite. Seul Zlatan Ibrahimović avait fait de même, mais en Ligue 1[24].
- Lauréat du But de l'année UNFP de Ligue 2 en 2024 (contre les Girondins de Bordeaux lors de la 33e journée)[25]